# Mezzo-sopraansleutel
Met mezzo-sopraansleutel duidt men de c-sleutel aan geplaatst op de tweede lijn van de (vijflijnige) notenbalk. De mezzo-sopraansleutel geeft dus aan dat een noot op deze lijn de stamtoon c' uit het eengestreept octaaf voorstelt.
Mezzo-sopraansleutel met aanduiding van de stamtoon c'
Deze sleutel in niet meer in gebruik, hij verdween in de loop van de 19de eeuw. Voordien werd hij gebruikt om mezzo-sopraanpartijen te schrijven.